# Robert Jackson (Basketballspieler)
Robert Jackson (* 15. Dezember 1978) ist ein US-amerikanischer Basketballspieler.
Der 2,06 m große Center spielte in den USA an der Mississippi State University und wechselte im Jahre 2002 an die Marquette University. Nach Abschluss seines Studiums spielte Jackson für den spanischen Club ACB Madrid und anschließend in Südkorea bei den Taegu Tongyang Orions, um dann wiederum in Spanien für Ciudad de Huelva auf Körbejagd zu gehen.
Zur Saison 2007/08 wechselte Robert Jackson in die deutsche Basketball-Bundesliga zum TBB Trier. Dort löste er jedoch bereits im November 2007 seinen Vertrag auf und kehrte aus privaten Gründen in seine Heimat USA zurück.